# هومر ویلسون رنچ
هومر ویلسون رنچ (به انگلیسی: Homer Wilson Ranch) یک مزرعه (محل) و بافت تاریخی در ایالات متحده آمریکا است که در شهرستان بروستر، تگزاس واقع شده‌است. این مزرعه یکی از بزرگ‌ترین مزارع در اوایل سده بیستم میلادی در پارک ملی بیگ بند در تگزاس بود.

## تاریخچه
این مزرعه توسط هومر ویلسون در سال ۱۹۲۹ در اوک اسپرینگز در غرب کوه‌های چیسوس تأسیس شد. در نهایت شامل ۴۴ بخش زمین، به مساحت بیش از ۱۱۰۰۰ هکتار بود. بخش بزرگی از مزرعه شامل بخش‌هایی از مزرعه قدیمی جی۴ بود که توسط جان و کلارنس گانو در دهه ۱۸۸۰ تأسیس شد. مزرعه ویلسون روی گوسفند و بز متمرکز شد، ویلسون تا زمان مرگش در سال ۱۹۴۳در مزرعه به زندگی ادامه داد. خانواده او سال بعد از مزرعه نقل مکان کردند. ویلسون، متولد ۱۸۹۲ در دل ریو، تگزاس، مهندسی نفت را در مدرسه معادن میزوری خوانده بود و یک جانباز جنگ جهانی اول بود. این مزرعه، با مقر آن در اوک اسپرینگز و مرکز عملیاتی آن در بلو کریک، یکی از بزرگ‌ترین مزرعه‌های تگزاس و مهم‌ترین مزرعه در بیگ بند بود.